# Cerkiew Świętych Konstantyna i Heleny w Suzdalu
Cerkiew Świętych Konstantyna i Heleny – prawosławna cerkiew w Suzdalu.
Świątynia została wzniesiona w 1707 na miejscu wcześniej, drewnianej cerkwi pod tym samym wezwaniem, ze środków przekazanych przez mieszkańców dzielnicy miasta, w której się znajduje. Budynek reprezentuje typowy dla osiemnastowiecznych budynków sakralnych ziemi włodzimierskiej i suzdalskiej styl: jest wzniesiony na planie czworoboku z bogatą zewnętrzną dekoracją rzeźbiarską (rzeźbiony gzyms, otwory naśladujące strzelnicze, półkolumny). Całość wieńczy pięć kopuł o nieregularnych kształtach, wzniesionych na wysokich bębnach. Obszerny przedsionek cerkwi został do niej dobudowany w XIX wieku.